# آدژینه لیواده
آدژینه لیواده (به صربی: Adžine Livade) یک روستا در صربستان است که در Stanovo واقع شده‌است.